# North New Hyde Park
North New Hyde Park és una concentració de població designada pel cens dels Estats Units a l'estat de Nova York. Segons el cens del 2000 tenia 14.542 habitants.

## Demografia
Segons el cens del 2000, North New Hyde Park tenia 14.542 habitants, 5.032 habitatges, i 4.055 famílies. La densitat de població era de 2.835,7 habitants per km².
Dels 5.032 habitatges en un 32,5% hi vivien nens de menys de 18 anys, en un 68,9% hi vivien parelles casades, en un 9% dones solteres, i en un 19,4% no eren unitats familiars. En el 17,9% dels habitatges hi vivien persones soles el 12% de les quals corresponia a persones de 65 anys o més que vivien soles. El nombre mitjà de persones vivint en cada habitatge era de 2,89 i el nombre mitjà de persones que vivien en cada família era de 3,28.
Per edats la població es repartia de la següent manera: un 22% tenia menys de 18 anys, un 6,5% entre 18 i 24, un 25,4% entre 25 i 44, un 26,5% de 45 a 60 i un 19,7% 65 anys o més.
L'edat mediana era de 43 anys. Per cada 100 dones de 18 o més anys hi havia 87,4 homes.
La renda mediana per habitatge era de 69.792 $ i la renda mediana per família de 80.688 $. Els homes tenien una renda mediana de 53.667 $ mentre que les dones 42.162 $. La renda per capita de la població era de 31.998 $. Entorn de l'1,8% de les famílies i el 2,7% de la població estaven per davall del llindar de pobresa.